# Arthur Ernesto Darboven
Arthur Ernesto Darboven, auch Arthur E. Darboven (* 30. Januar 1964 in Hamburg), ist ein deutscher Unternehmer und Mitinhaber des Kaffeehandelshauses J. J. Darboven.

## Leben und Wirken
Nach dem Grundschulbesuch in Hamburg lebte Arthur E. Darboven in El Salvador und besuchte dort die Deutsche Schule in San Salvador. Seine Ausbildung führte er an einer High School in den USA, einer Bankausbildung bei der Ibero-Amerika Bank und am Boston College fort. Daran schloss er ein Studium an der European University? in Genf (Schweiz) an, das er mit einem MBA-Abschluss Magna cum laude beendete.
Seine berufliche Karriere begann er als Geschäftsführer und Marketing-Manager der Volcafe Group in der Schweiz, später wechselte er als geschäftsführender Gesellschafter zur Burkhof Kaffee GmbH in München. Anschließend wurde er als Geschäftsführer des Familienunternehmens in Hamburg tätig. Seit November 2004 ist er Honorarkonsul der Republik El Salvador.
Im Jahr 2008 stieg Darboven aus dem aktiven Geschäft bei J. J. Darboven aus und  gründete das Importunternehmen Darboven Trading GmbH & Co. KG, das auf den Handel mit Tequila und Rum und einem agavehaltigen Schlankheitsprodukt spezialisiert ist. Nach Eigendarstellung orientiert sich die Gesellschaft am Nachhaltigkeitsprinzip.  Zum 1. Oktober 2009 beteiligte sich Darboven am Rohkaffeehändler Benecke Coffee GmbH & Co. KG in Hamburg.
Arthur Ernesto Darboven war mit Carolina Darboven, geb. Strutz († 10. März 2021) verheiratet. Das Paar hatte zwei Kinder. Arthur ist der Sohn von Albert Darboven und dessen erster Frau Inés Alicia, geborene de Sola (einer Salvadorianerin).